# الشركة الليبية الأفريقية للطيران القابضة
الشركة الليبية الأفريقية للطيران القابضة (بالإنجليزية: Libyan African Aviation Holding Company، وتُختصر: LAAHCO) هي شركة قابضة حكومية ليبية، تأسست بهدف إدارة وتطوير قطاع النقل الجوي في ليبيا. تعمل الشركة كمظلة استراتيجية تمتلك وتدير مجموعة من أبرز شركات الطيران والخدمات الجوية في البلاد.

## التأسيس والتطوير
تأسست الشركة الليبية الأفريقية للطيران القابضة بموجب القرار رقم (636) لسنة 2007، وتم توقيع عقد تأسيسها بتاريخ 4 أغسطس 2007. بدأت الشركة برأس مال تأسيسي قدره مليار دينار ليبي، والذي تم رفعه لاحقًا إلى ملياري دينار ليبي لتمكينها من تحقيق أهدافها التوسعية.
بدأت الشركة نشاطها الفعلي في عام 2008، وذلك بعد صدور قرار اللجنة الشعبية العامة (سابقًا) رقم (39) لسنة 2008، والذي قضى بتشكيل أول لجنة إدارة للشركة.

## الهيكل التنظيمي والهدف
تعمل الشركة القابضة ككيان مالك لمجموعة من الشركات المتخصصة في مختلف مجالات النقل الجوي. يبلغ عدد موظفي الشركة القابضة نفسها 36 موظفًا، بينما يعمل الآلاف في شركاتها التابعة.
يتمثل دور الشركة الأساسي في وضع التوجهات الاستراتيجية للشركات التابعة، وخلق فرص التكامل والنجاح بينها، بما يخدم تطوير قطاع الطيران الليبي بشكل عام.

## الشركات التابعة
تمتلك الشركة القابضة وتدير ست شركات تابعة، تغطي معظم جوانب خدمات الطيران التجاري، وهي:
- الخطوط الجوية الإفريقية
- الخطوط الجوية الليبية
- الشركة الليبية لهندسة وصيانة الطائرات
- الشركة الليبية للتموين
- الشركة الليبية للخدمات الأرضية
- الشركة المتحدة للطيران